# خولیان کامینو
خولیان کامینو (اسپانیایی: Julián Camino‎؛ زادهٔ ۲ مهٔ ۱۹۶۱) بازیکن فوتبال اهل آرژانتین است.

## باشگاهی
از باشگاه‌هایی که در آن بازی کرده‌است می‌توان به باشگاه فوتبال استودیانتس، باشگاه فوتبال بنگال شرقی، و باشگاه فوتبال آرژانتینوس جونیورز اشاره کرد.

## تیم ملی
وی همچنین در تیم ملی فوتبال آرژانتین بازی کرده‌است.